# Glaucocharis incisella
Glaucocharis incisella là một loài bướm đêm trong họ Crambidae.